# Трилогија 1: Невиност без заштите
Трилогија 1: Невиност без заштите је  мини-албум српског и југословенског рок бенда Рибља чорба.

## Опште информације
Албум је објављен 27. децембра 2005. године и први је мини-албум Рибље чорбе, а сниман је у студију „О” у Београду. У прављењу албума учествовали су Бора Ђорђевић као вок ал, Видоја Божиновић на гитари, Миша Алексић на бас гитари и као копродуцент, Вицко Милатовић на бубњевима и Никола Зорић на клавијатури и као сниматељ.
На позадинским вок албума као гости учествовале су Марија Докмановић и Марија Михајловић, омот албума радили су Јакша и Југослав Влаховић, продуцент је био Милан Поповић, док је за микс и мастер био ангажован Оливер Јовановић.

## Листа песама
| №  | Назив        | Трајање |  |
| 1. | Спонзори     | 3:12    |  |
| 2. | Једини начин | 3:30    |  |
| 3. | Дијабола     | 3:26    |  |
| 4. | Помало тужно | 4:38    |  |